# Musée du jouet de Colmar
Pour les articles homonymes, voir Musée du jouet.
Le musée du jouet est un musée consacré aux jouets et aux jeux, du XIXe siècle à nos jours. Il a ouvert en 1993 dans un ancien cinéma de quartier et expose plus de 1 000 jouets sur trois niveaux de visite.

## Historique
En mars 1985, Georges Trincot, peintre colmarien et collectionneur de jouets anciens ainsi que Pierre Patoor créent l’Association du Musée Animé du Jouet et des Petits Trains en vue d'ouvrir un musée du jouet à Colmar. Soucieuse de diversifier son offre muséographique, la Ville de Colmar s’implique dans ce projet. En 1987, la Ville de Colmar acquiert la collection de Georges Trincot.
En 1990, le Conseil Municipal confie à l’Association MAJEPT, la gestion et l’administration du futur musée.
En 2024, le conseil municipal reprend la gestion et l'administration du musée en régie directe et signe un partenariat avec l'association Majept qui devient force de proposition pour l'animation et l'évolution du musée.

## Collections
Sur trois niveaux les univers se confondent ; jouets anciens côtoyant personnages de dessins animés ; ours anciens aux premières poupées Barbie en passant par les jeux vidéo, les Playmobil, les modèles réduits, les robots ou les petits trains, les jouets et jeux exposés proviennent du monde entier et appartiennent à différentes générations d’enfants. Curiosité du musée, un réseau de trains s’étend sur l’ensemble du deuxième étage. Jeux de société grand format, spectacle de marionnettes et consoles vidéo.
On trouve également des soldats de plomb, des constructions Meccano, des poupées Bella ou encore des grues Liebherr.

## Galerie

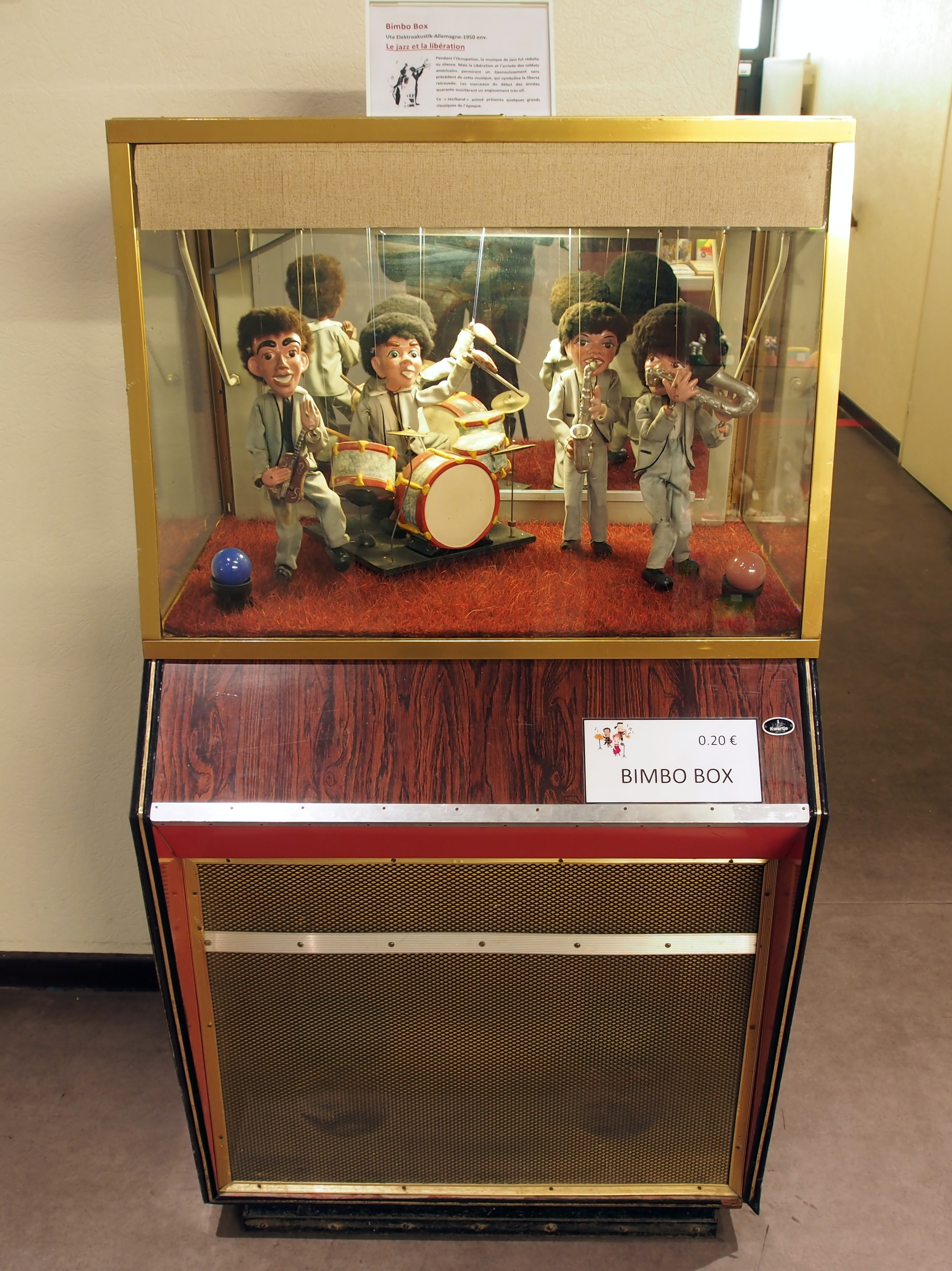
Bimbo Box, Le jazz et la libération.
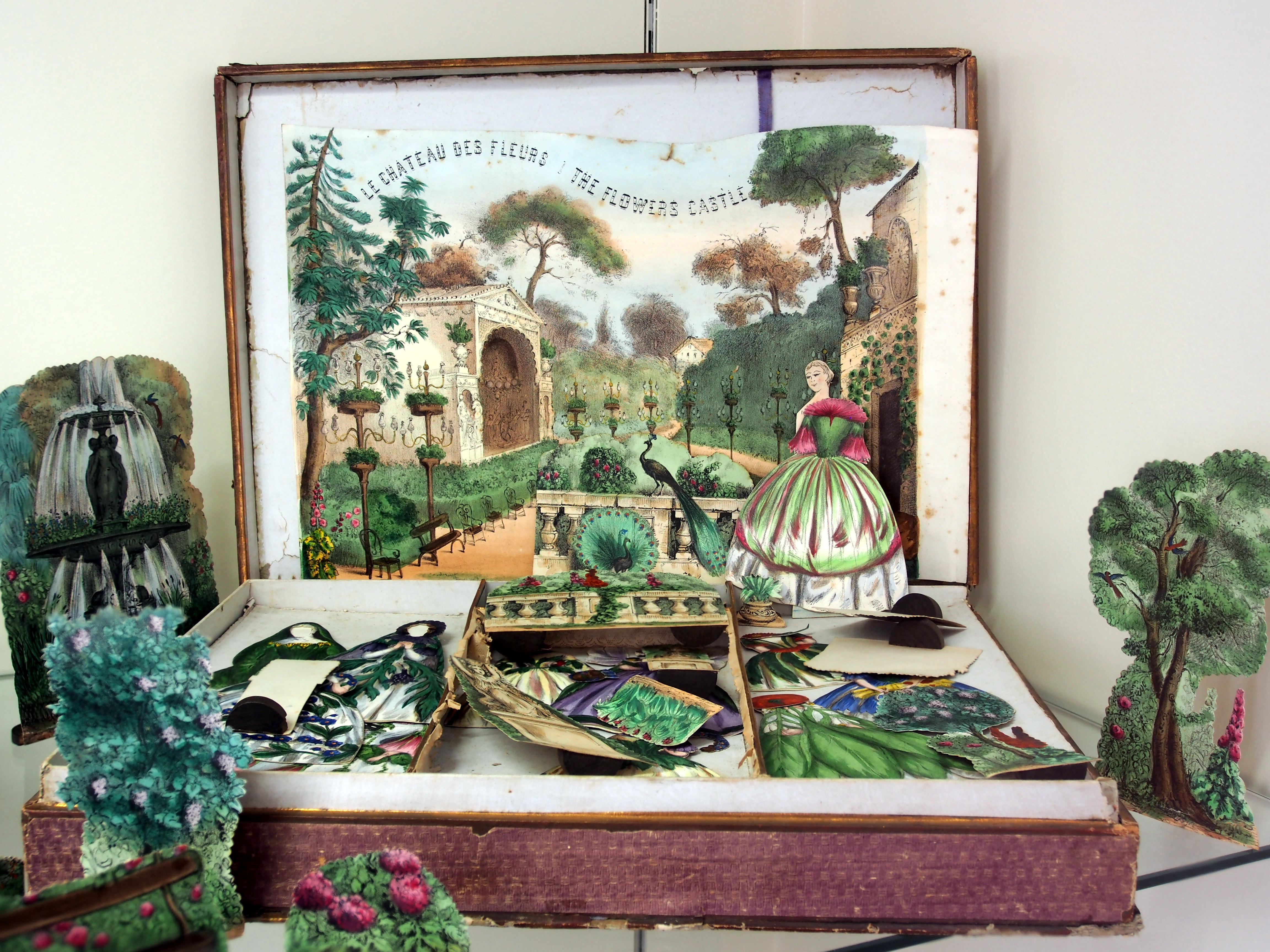
Le Château des Fleurs.
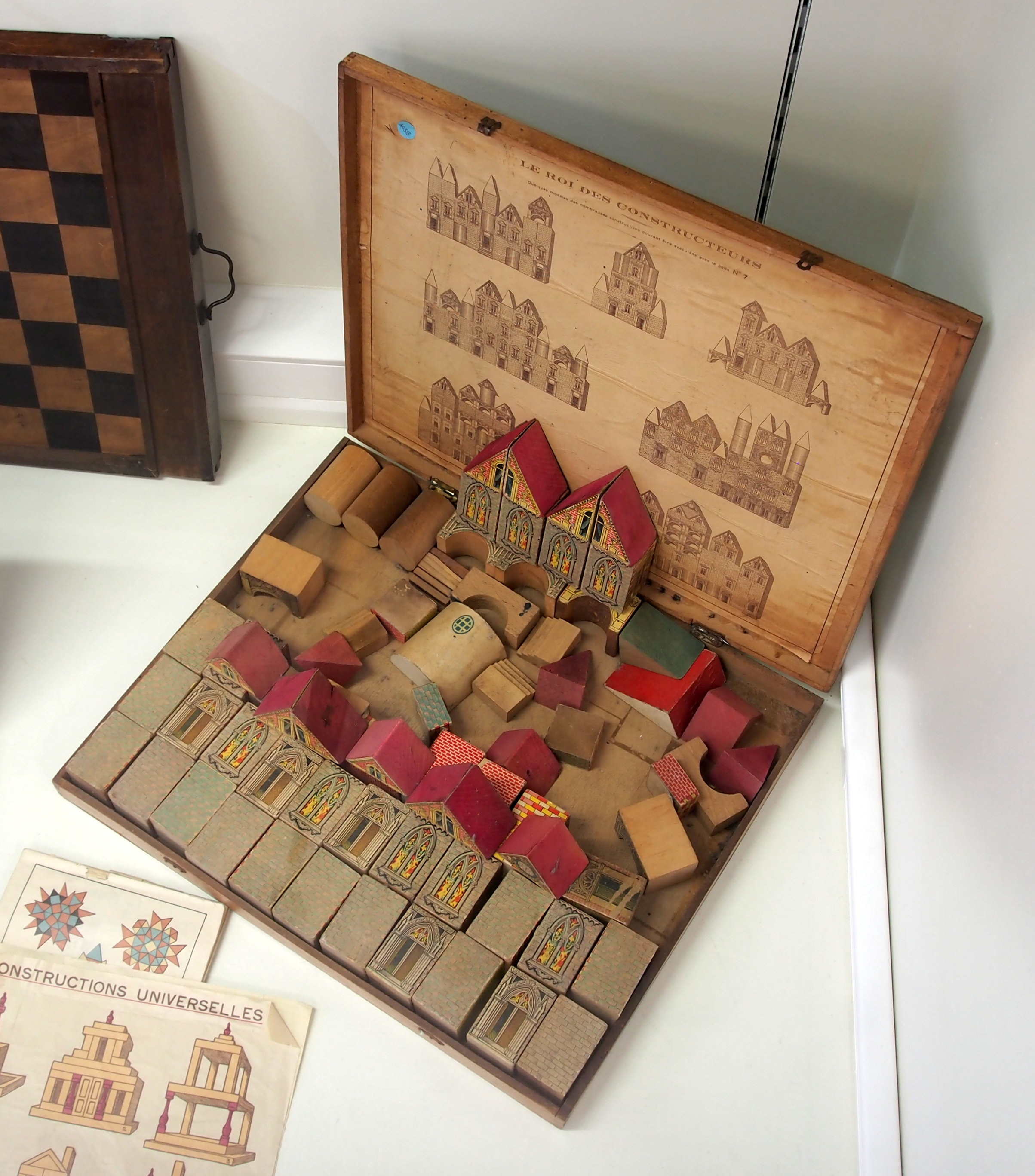
Le Roi des Constructeurs.
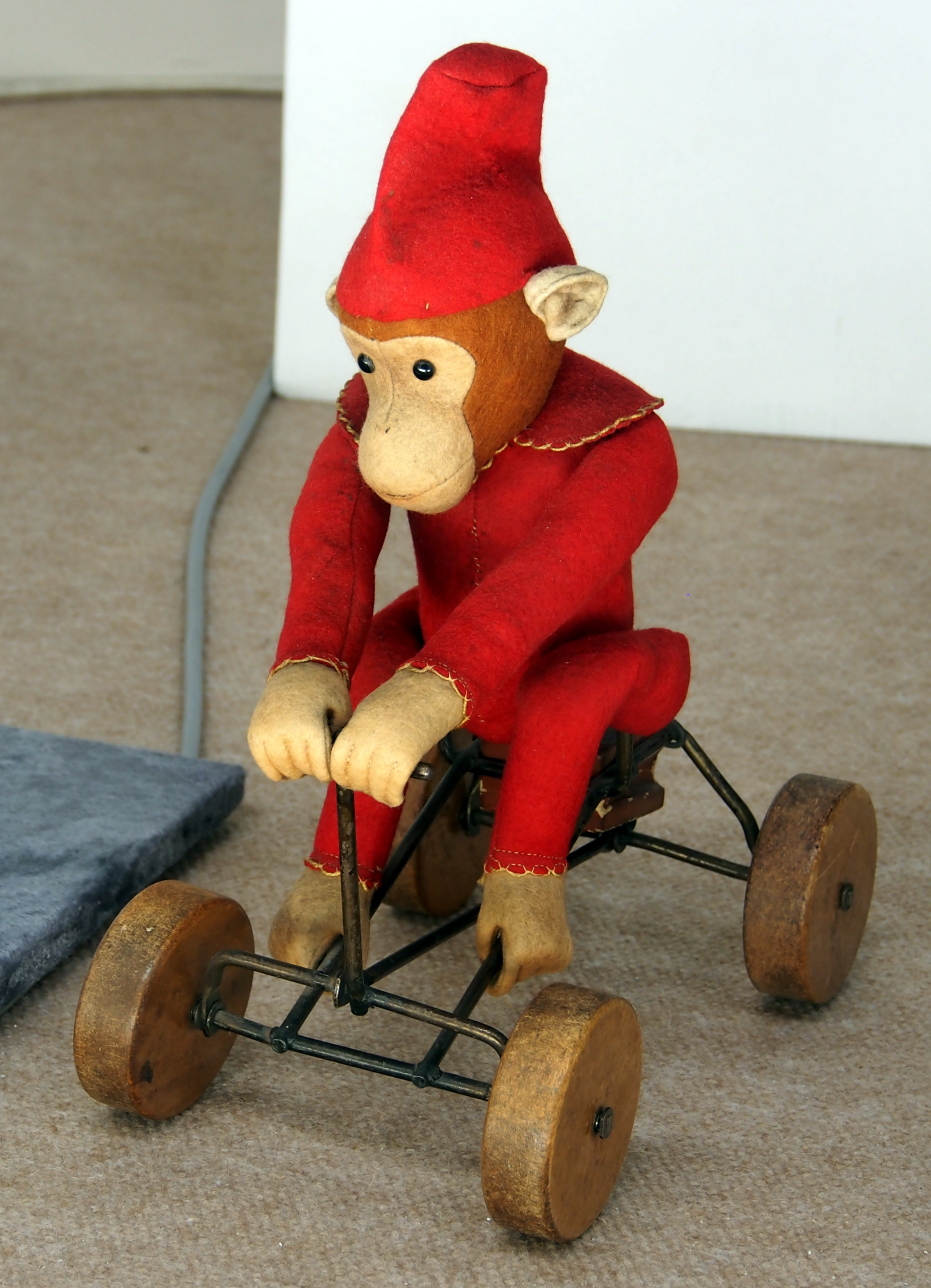
Singe sur un quad.
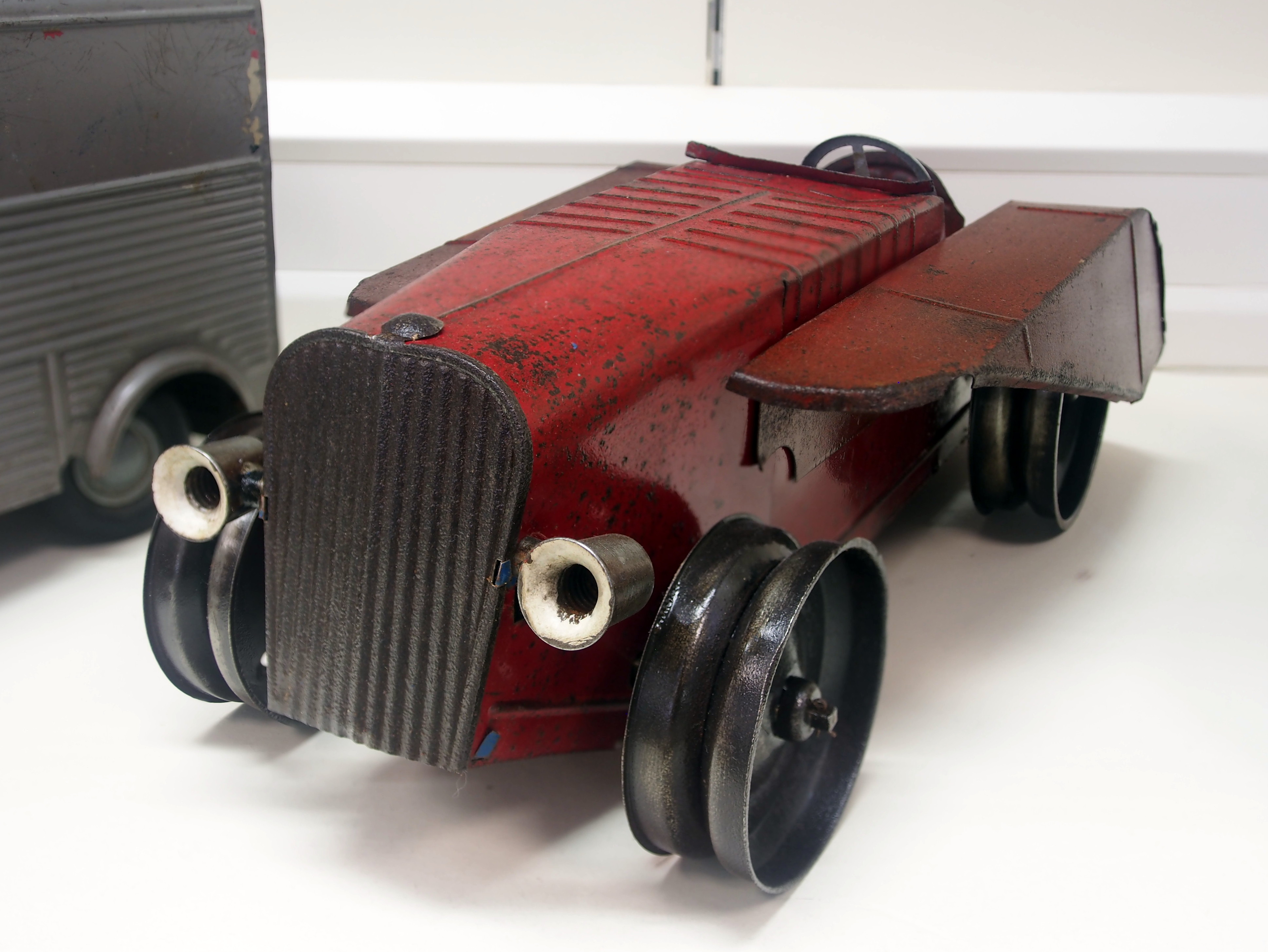
Vieille voiture jouet en étain.
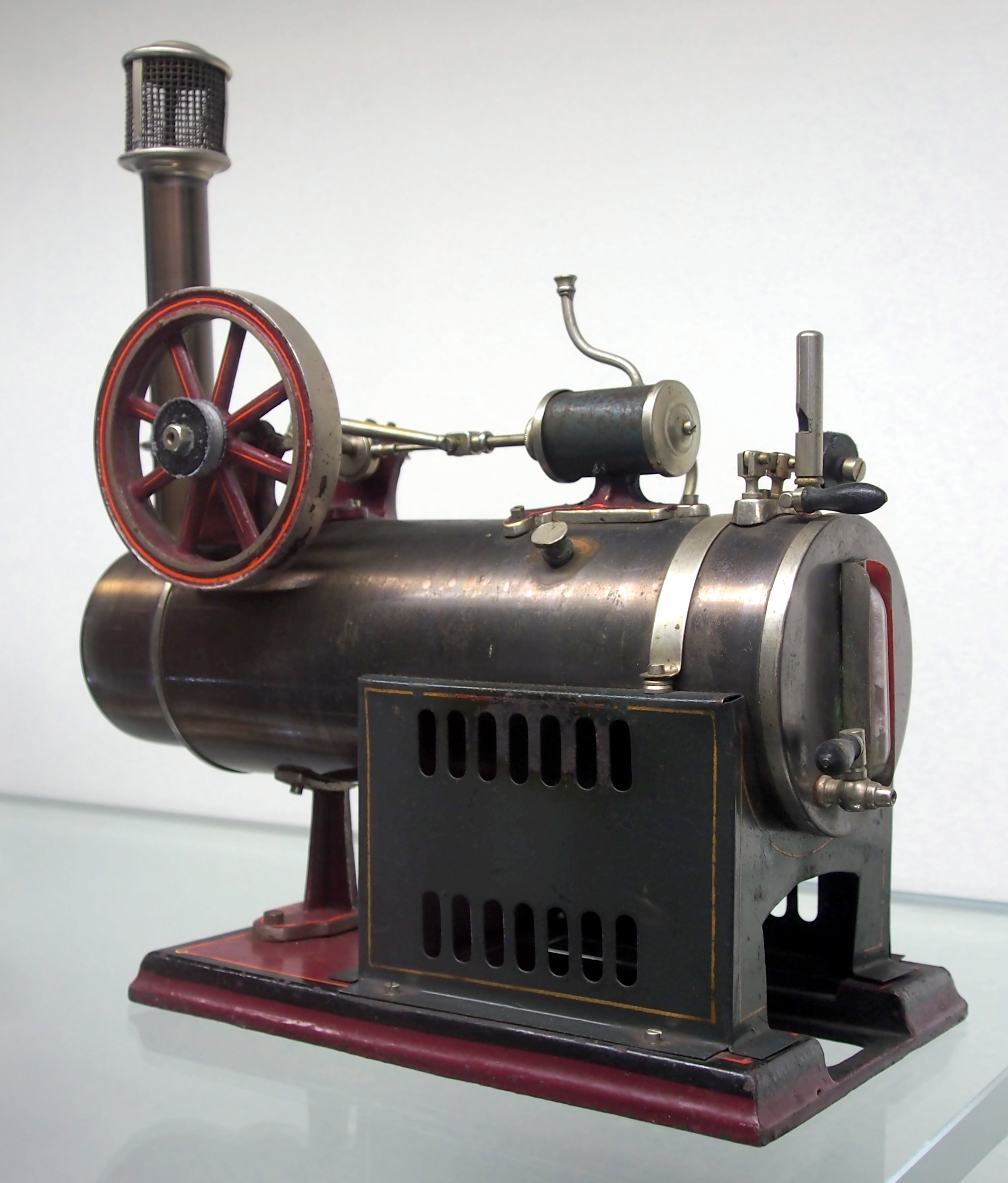
Jouet moteur à vapeur.
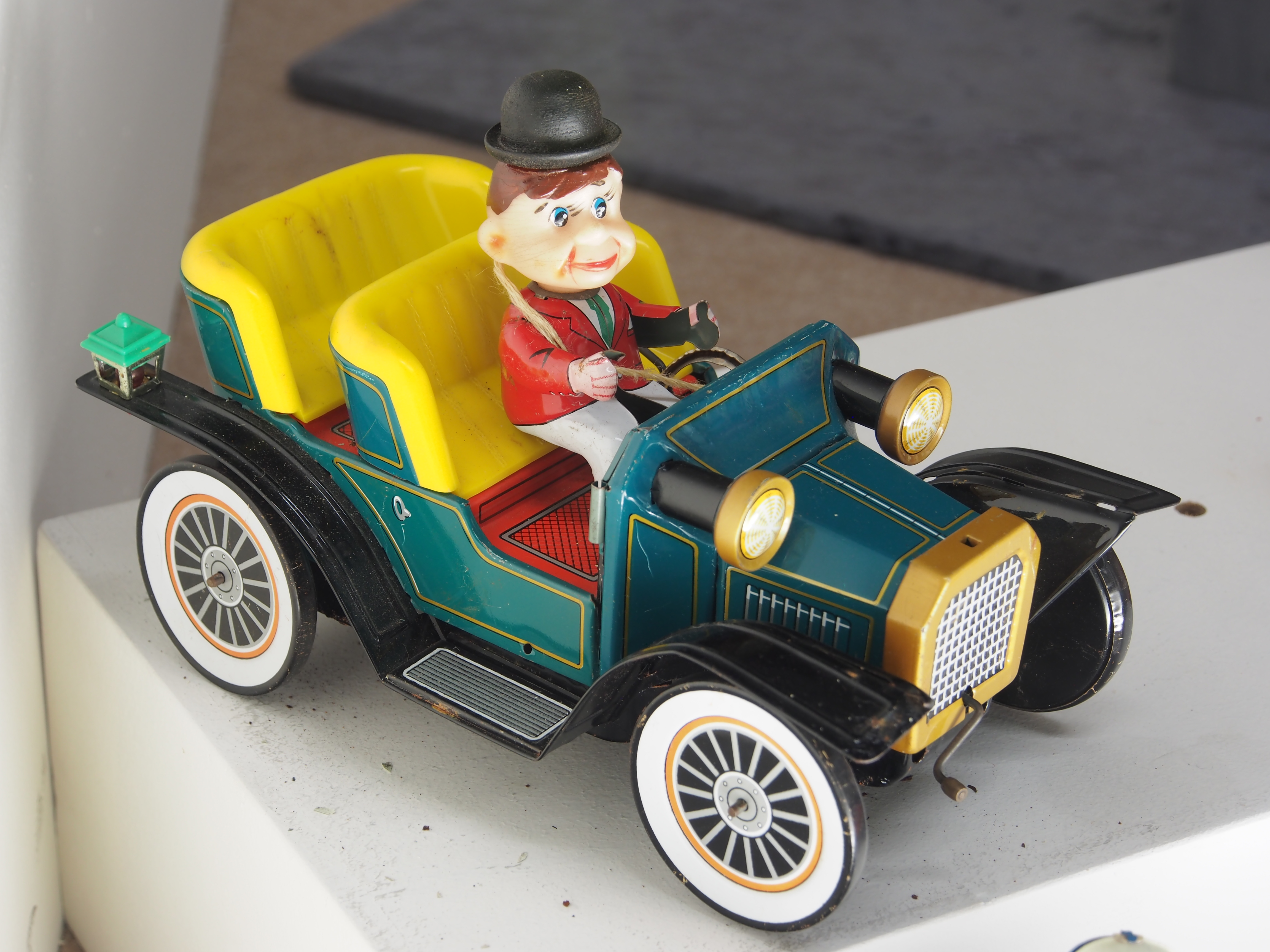
Voiture jouet en tôle avec chauffeur.
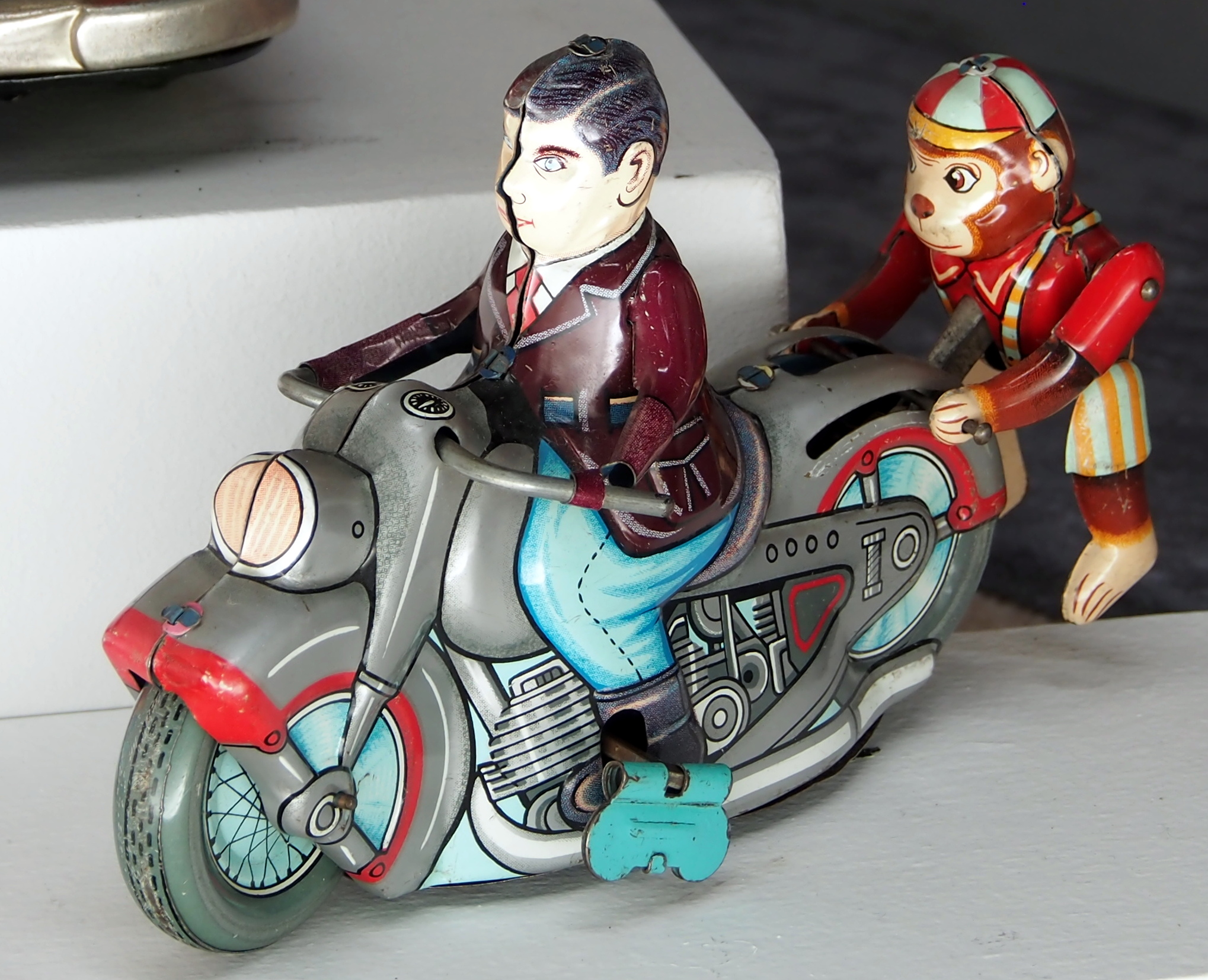
Moto jouet avec un singe à l'arrière.
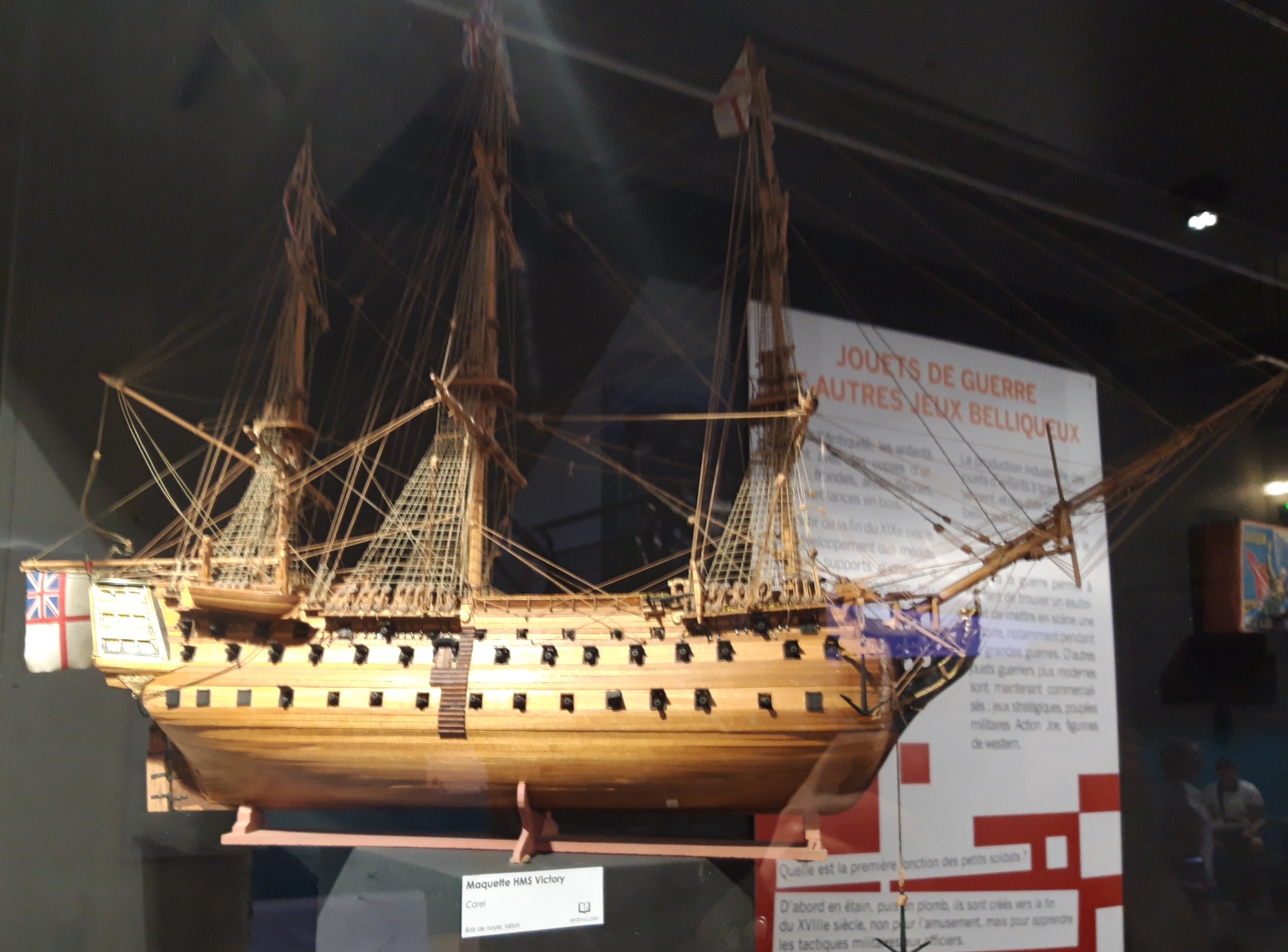
Maquette du HMS Victory.

## Fréquentation
| 2007   | 2008   | 2009   | 2010   | 2011   | 2012   |
| ------ | ------ | ------ | ------ | ------ | ------ |
| 45 945 | 46 208 | 48 650 | 59 406 | 56 050 | 70 543 |
| 2013   | 2014   | 2015   | 2016   | 2017   | 2018   |
| 67 260 | 74 592 | 58 326 | 72 289 | 74 981 | 76 334 |
| 2019   | 2020   |        |        |        |        |
| 79 212 | 32 169 |        |        |        |        |